# Orconectes menae
Orconectes menae là một loài tôm sông trong họ Cambaridae.